# Fannia femoralis
Fannia femoralis är en tvåvingeart som först beskrevs av Stein 1898.  Fannia femoralis ingår i släktet Fannia och familjen takdansflugor. Inga underarter finns listade i Catalogue of Life.